# Laura Díez Bueso
Laura Díez Bueso (Barcelona, 1969) és catedràtica de dret constitucional a la Universitat de Barcelona i des de gener de 2023 magistrada del Tribunal Constitucional d'Espanya.
Va exercir com a professora a la Universitat de Barcelona des del 1992, on es va doctorar el 1997 amb una tesi dedicada a les institucions de defensa de drets i control de l'administració, elaborada en part durant la seva estada acadèmica a la Universitat d'Estocolm (Suècia). Ha investigat sobre els estats descentralitzats, la llibertat d'expressió, el dret a la informació, els sistemes universitaris i d'investigació, entre d'altres. Va ser directora del Departament de Ciència Política, Dret Constitucional i Filosofia del Dret d'aquesta universitat i el 2020 va obtenir la càtedra en dret constitucional.
S'ha involucrat en les administracions públiques, va assessorar el Govern de Catalunya per a la reforma de l'Estatut d'Autonomia durant 2002-2004. Després, va ser elegida adjunta al Síndic de Greuges de Catalunya durant el mandat de Rafael Ribó i Massó fins al 2010. Entre 2018 i 2020 va ser directora de gabinet del secretari d'Estat de Relacions amb les Corts en el primer Govern de Pedro Sánchez. Seguidament, va passar a la direcció general d'Afers Constitucionals i Coordinació Jurídica del Ministeri de Presidència, Relacions amb les Corts i Memòria Democràtica del segon Govern de Pedro Sánchez. L'abril de 2022 deixava aquest càrrec per formar part del Consell de Garanties Estatutàries, on va ser elegida vicepresidenta. El desembre del mateix any va ser elegida magistrada del Tribunal Constitucional, a proposa el Consell de Ministres, sent un dels dos membres d'aquest òrgan elegits pel Govern d'Espanya.
La Fundación Derecho y Discapacidad va elegir-la com a patrona el maig de 2022 per «haver estat essencial en la preparació del projecte de reforma de l'article 49 de la Constitució Espanyola, sobre persones amb discapacitat.»